# グレッグ・ローゼンバーグ
グレッグ・ローゼンバーグ（Gregg H. Rosenberg）は、アメリカ合衆国の哲学者。心の哲学を専門としており、心身問題の解決のためには、因果に関する独特の形而上学が必要だとしている。

## 略歴
学部時代はビジネスを専攻。修士課程はジョージア大学で人工知能を学ぶ。その後、インディアナ大学で哲学と認知科学のPh.D.を取得。ジョージア大学 人工知能研究所でポストドクター。1999年には情報関連技術で特許を取得し、ベンチャーキャピタルの支援を受けインターネット・セキュリティ企業を設立。2001年に同社を売却して販売益を得る。その後著作の執筆活動に入り、2004年に意識に関する著作 "A Place for Consciousness" を出版する。

## 研究
ローゼンバーグは著書"A Place for Consciousness"(2004) の中で心身問題、特に意識のハードプロブレムの解決には独特の形而上学が必要だとして、因果に関わる独特のアイデアを提出した。ローゼンバーグによれば、世界はレセプティビティー（Receptivity）とエフェクティビティー（Effectivity）という根本的に異なる二つの性質から構成されているとする。エフェクティビティーの具体例としては、例えば電荷、スピン、質量などを挙げている。これらエフェクティビティーはそれぞれ様々な状態を取りうる（つまり自由度を持つ）が、しかしエフェクティビティー同士のみでは相互作用は起こさず、状態も確定しないとする。相互作用を媒介するのはレセプティビティーで、レセプティビティーは複数のエフェクティビティーを 『個』（Indivisual）へと結びつける役割を持つ。こうして結び付けられたエフェクティビティー同士は互いの状態を束縛し合い（つまり相互作用する）、互いの状態を確定していき、『個』の持つ独特の性質をもたらす、とする。もっとも基本的な『個』、レベル0の『個』として、ローゼンバーグは素粒子を挙げている。こうしたレセプティビティーによる結びつけは、より高次のレベルへ続いていき、レベル0の『個』同士が結びついてレベル1の『個』を、レベル 1の『個』同士が結びついてレベル2の『個』を、それぞれ生み出していくとする。そしてこうした結びつけのどこかのレベルで、人間の持つ意識があるとする。ここで意識体験の境界はレセプティビティーで結び付けられた範囲、すなわち『個』、によって決まっているとし、そして意識体験の内容は個の中で各エフェクティビティが取る状態の配置によって決まっているとしている。ただしローゼンバーグは、こうしたレセプティビティーによる統合の過程はひょっとすると熱力学第二法則と矛盾することになるかもしれない、と述懐している。以上が、ローゼンバーグの理論の概要である。より詳しい点についてはローゼンバーグの著書を参照のこと。

## 著作
- "A Place for Consciousness" Oxford University Press. (2004) ISBN 978-0-19-516814-3